# 地面車站

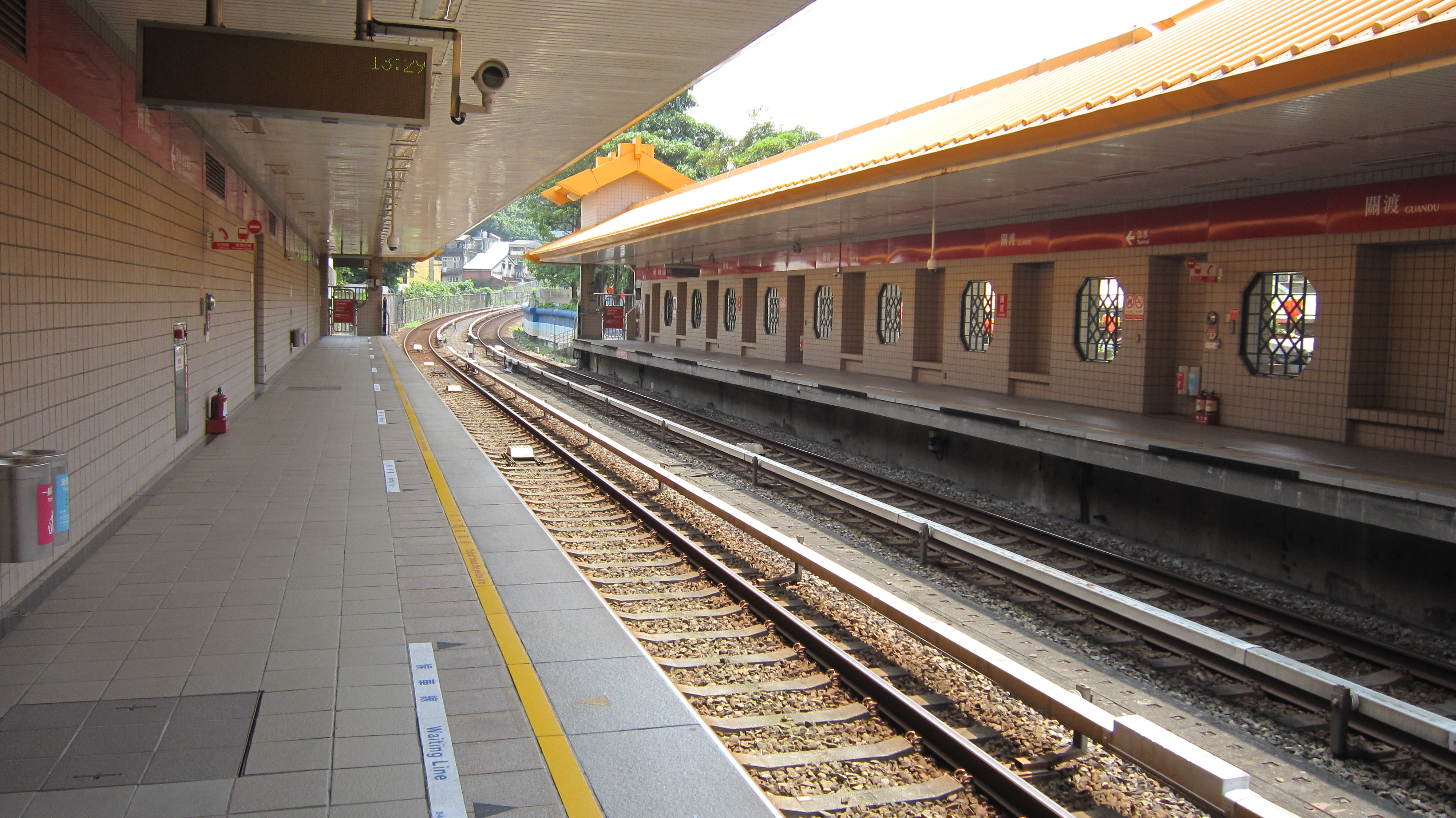
位於台北捷運淡水信義線的關渡站月台

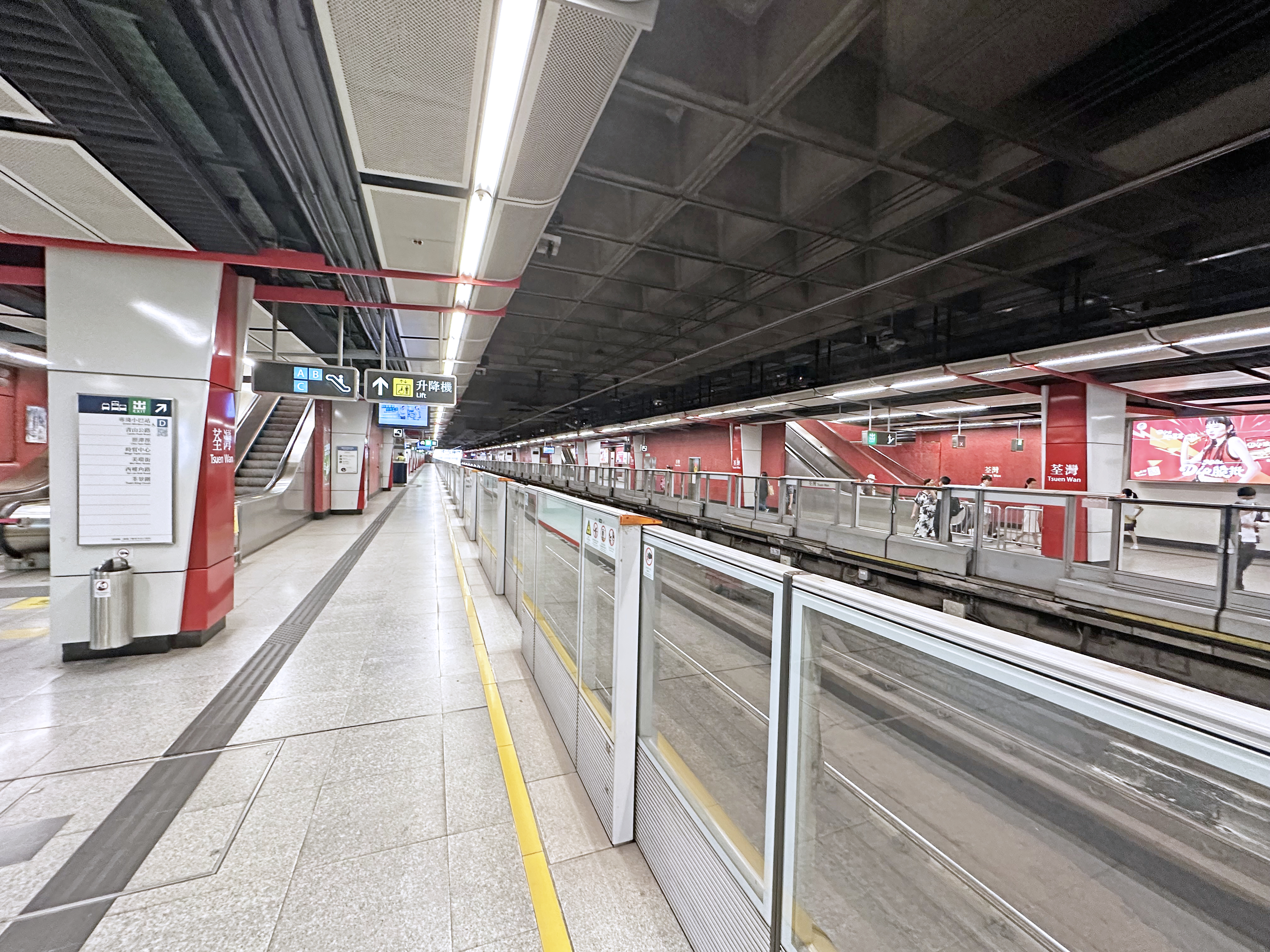
位於香港荃灣市中心的荃灣站

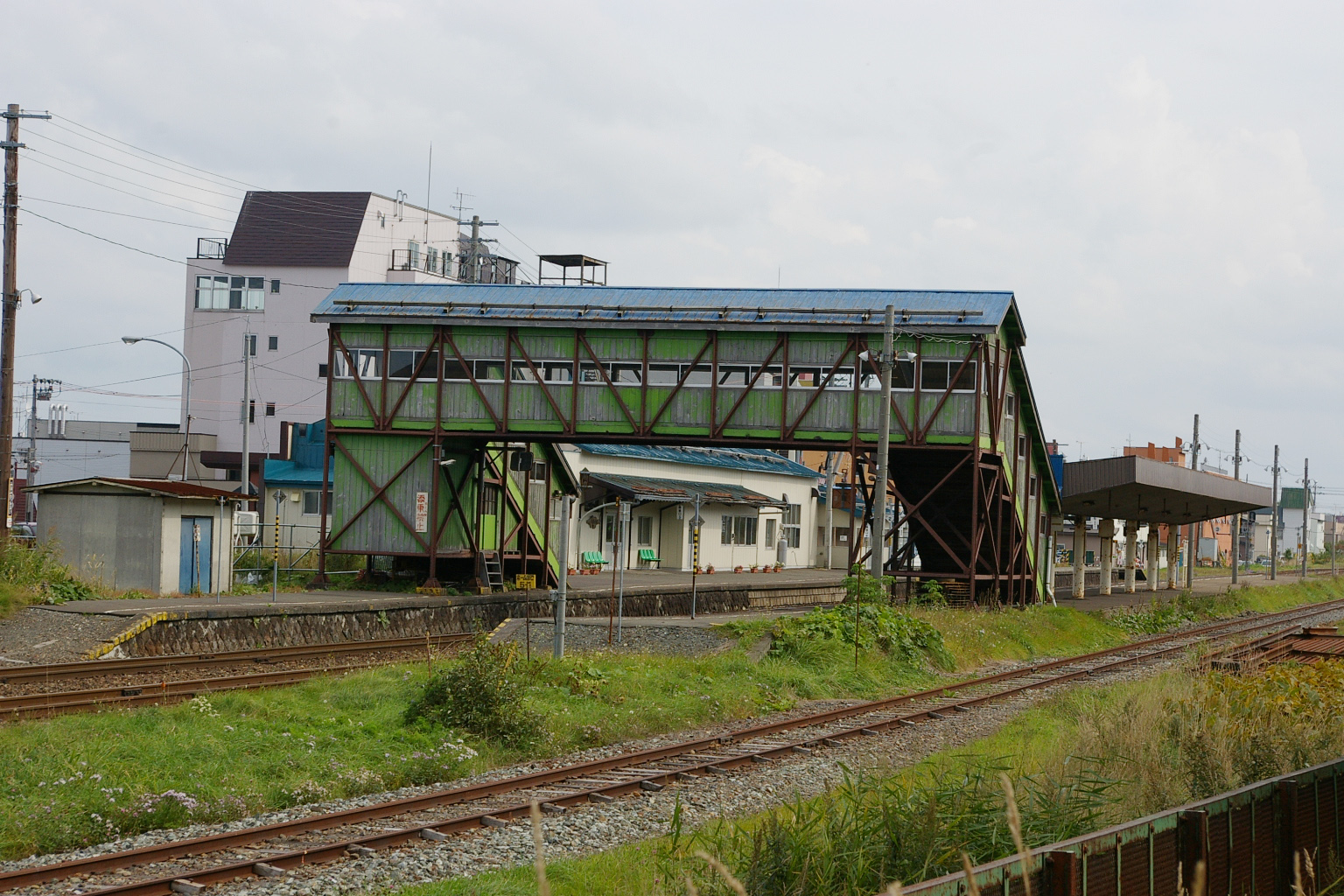
位於日本北海道的南稚內站，是典型的跨線式車站，月台建於地面但車站大堂建於橋上

地上站，又称地面车站、平面車站，是鐵路車站的其中一種模式。广义的地上站包含高架站、桥面站、桥下站等所有非深埋式的铁路车站，其相对概念为地下站。

## 定義
但凡其月台及路軌皆興建於地面上，均可稱為地面車站。而大部份的地面車站，其站房或候車大堂等設備，亦多亦設於地面上。
不過，亦有部份地面車站，它的車站大堂和設施是建於高架建築物，跨過下方的地面月台。乘客到站後，要先利用樓梯、扶手電梯或升降機到達架空的車站大堂，入閘後再沿另外的樓梯、扶手電梯或升降機到達地面月台，這類車站可統稱為「跨線式車站」或「橋上車站」，亦算是地面車站的一種。例如台中捷運綠線的高鐵台中站、香港東鐵綫的沙田站、火炭站、馬場站、荃灣綫荃灣站、港島綫杏花邨站、東涌綫奧運站、南昌站、欣澳站、機場快綫博覽館站、將軍澳綫康城站、寶琳站、广州地铁1号线的坑口站、西塱站、上海地铁1号线的莘庄站、外环路站、莲花路站、锦江乐园站、日本長野新幹線的輕井澤站、德島線的阿南站、江差線的木古內站、七重濱站等，皆為「跨線式車站」的例子。
此外某些城市由於特殊的地形，擁有大量既非地下，也非地面的地上站。例如重慶軌道交通修建了大量位於某座橋樑之下的“橋下站”，例如曾家岩站、銅元局站、巴濱路濕地公園站等，其相鄰軌道也位於橋樑公路面之下；也有部分位於某座橋樑橋面之上的“橋面站”，例如李家沱大橋站、後堡站、海峽路站等，其相鄰軌道位於橋樑公路面之上。
同樣地，亦有少部份車站，其車站大堂及設備均設於地底，但月台則位於地面上，例如香港屯馬綫和東涌綫南昌站，乘客必需經地底區域的售票大堂乘車，但因月台位於地面，故仍應歸作地面車站。

## 特點
地面車站最大的好處是能在地面上直接舖設路軌及興建月台，施工時間短而投入的資金較小，相比興建地下車站或架空車站的成本更為便宜。而且地面車站多應用在人口密度較低的路線上，能容易提供充裕的土地去興建。
就算是建造跨線式車站，所投入的興建費用亦會比全高架車站便宜，因此對於人口密集的都市區域來講，亦有一定的吸引力。

## 分類
地上站還可以根據其站台和站房的設計進一步分為封閉式（室內型）和開放式（室外型）。

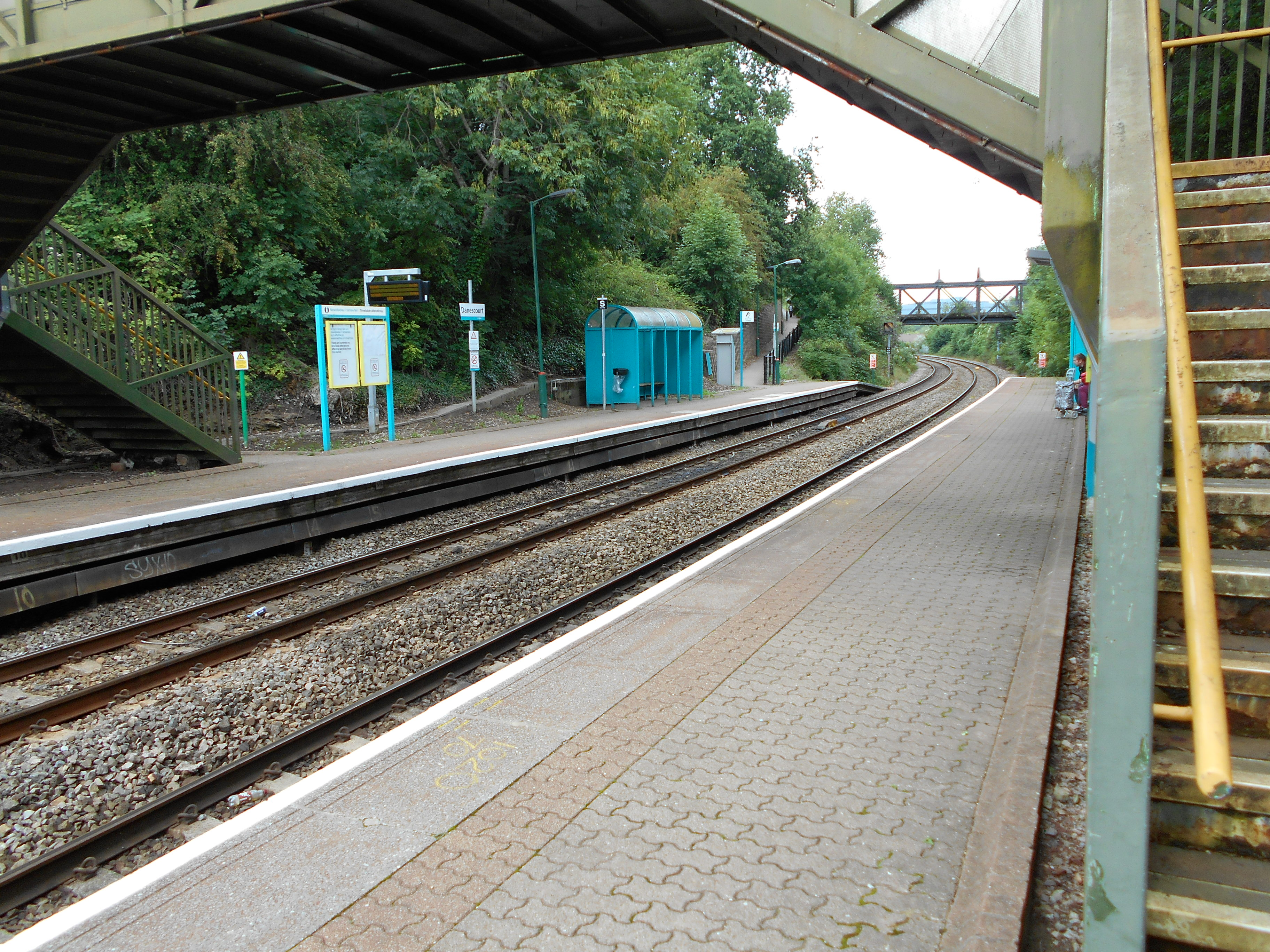
英國國鐵的丹尼斯克特站是一座地上室外型車站的例子

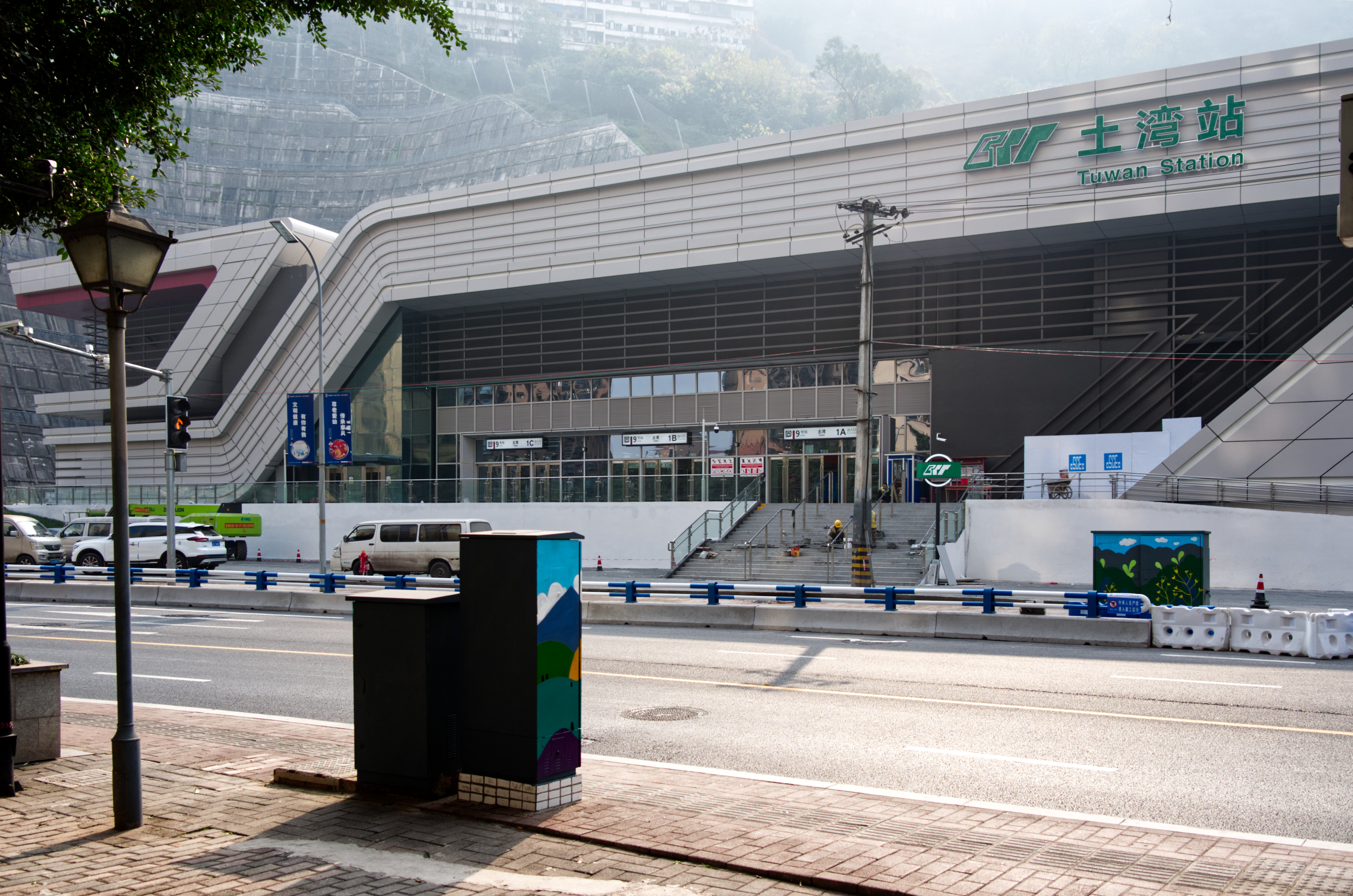
重慶軌交的土灣站是一座地上室內型車站的例子